# Elvira Menéndez
Elvira Menéndez Elvira anche in portoghese, in galiziano, in catalano e in spagnolo (fine X secolo – 1022) è stata una nobile spagnola; regina consorte di León dal 1015 al 1022.

## Origine
Elvira, secondo Rodrigo Furtado, nel suo CUANDO PORTUGAL ERA REINO DE LEÓN: UNA REGIÓN EN EL NORDESTE PENINSULAR (SIGLOS IX-XI), era figlia del signore della Contea di Portucale, Menéndo Gonzalez e della moglie (come viene ricordato dal nipote Bermudo III di León nel documento XC, datato 1028, della Apéndice del Tomo II de la Historia de la Santa A. M. Iglesia de Santiago de Compostela (avorum et parentum meorum Menendi et dne Tote)), Tutadona Moniz de Coimbra.

Menéndo Gonzale, come riportano sia il Portugal no Período Vimaranense (868-1128). IVª Parte che CUANDO PORTUGAL ERA REINO DE LEÓN: UNA REGIÓN EN EL NORDESTE PENINSULAR (SIGLOS IX-XI) era figlio del signore della Contea di Portucale, Gonzalo Menéndez e della sua pima moglie, Ilduara Peláez, citata col marito (Gunsalbo menendiz et uxor tue ilduare), nel documento n° LXXXVIII del Portugaliae monumenta historica, datato 964, inerente una donazione ricevuta, figlia del conte, Pelagio González e della moglie Ermesinda Gutiérrez.

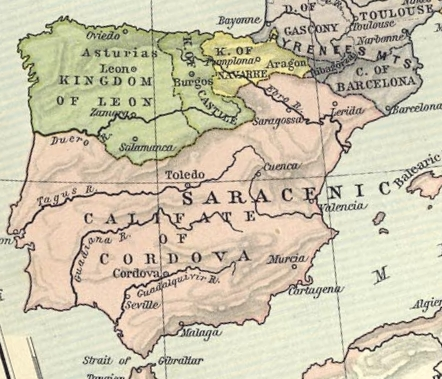
La penisola iberica al tempo di Elvira

## Biografia
Suo padre, Menendo fu ucciso nell'ottobre del 1008; secondo il Chronicon Lusitanum il giorno 2 (Aera 1046. II Non Oct occisus fuit Comes Menendus), mentre secondo la Recherches sur l'histoire et la littérature de l'Espagne pendant le moyen age, tome premier fu ucciso a settembre.

Menendo fu assassinato, ma non si hanno notizie precise, in quanto in quel periodo, oltre i combattimenti contro i mori, viene ricordata una razzia di Vichinghi, come riporta il Diccionario biográfico español, Real Academia de la Historia.

Dopo la morte di Menendo la Contea di Portucale passò ad Alvito Nunes, come conferma il Chronicon Lusitanum.
Quando, nel 999, Alfonso, ancora bambino, di circa 5 anni era succeduto al padre, il re di León Bermudo II, la reggenza, come riportano sia la Historia genealógica y heráldica de la monarquía española, Volume 1, che Rodrigo Jimenez De Rada, nel suo Historia De Los Hechos De España, era stata affidata alla madre, Elvira e al padre di Elvira, Menendo González, Conte di Portucale.
Nel 1015, Elvira aveva sposato il Re di León e Galizia, Alfonso V, che, sia secondo la Historia genealógica y heráldica de la monarquía española, Volume 1, che secondo la Historia De Los Hechos De España di Rodrigo Jimenez De Rada era figlio del re di León Bermudo II e di Elvira Garcés di Castiglia, figlia del conte de Castiglia, García Fernández e come riporta il documento n° II del Cartulario del infantado de Covarrubias della moglie, Ava di Ribagorza (domno Garsea comite sive domna Ava cometissa et filiis adque filiabus vestris).
, secondo le Memorias de las reynas catholicas, nel 1020 presenziò col marito ad una funzione nella Cattedrale di León, ma morì poco dopo.

Elvira, come riporta il Diccionario biográfico español, Real Academia de la Historia morì il 2 dicembre 1022 e fu tumulata nella capitale, León, nella Real Basílica di Sant'Isidoro, dove sarà raggiunta dal marito Alfonso V.
Essendo rimasto vedovo nel 1022, in seconde nozze, nel 1023, Alfonso V sposò Urraca Garcés di Navarra, figlia del re di Navarra, García II Sánchez il Tremolante e di Jimena Fernández, come conferma JIMENA FERNÁNDEZ, ESPOSA DE GARCÍA SÁNCHEZ II DE PAMPLONA.

## Figli
Elvira ad Alfonso diede due figli:
- Bermudo (1017-1037), citato nel documento n° LXXXVI, datato 1019, della Apéndice del Tomo II de la Historia de la Santa A. M. Iglesia de Santiago de Compostela[2], poi re di León. come conferma il documento n° XC, datato 1028, della Apéndice del Tomo II de la Historia de la Santa A. M. Iglesia de Santiago de Compostela[21]
- Sancha (1016- 1067), Regina titolare del León e Contessa consorte e poi regina consorte di Castiglia (per il matrimonio con Ferdinando), come confermano gli Annales Complutense[22].

### Fonti primarie
- (LA)  Historia de España: parte XVI, Sampiri Astoricensis Episcopi chronicon.
- (LA)  España sagrada. Volumen 14.
- (LA)  Cartulario del infantado de Covarrubias.
- (LA)  España sagrada. Volumen 23
- (LA)  Portugaliae monumenta historica.
- (LA)  (ES)  #ES Historia de la Santa A. M. Iglesia de Santiago de Compostela, Tomo II.

### Letteratura storiografica
- (ES)  #ES CUANDO PORTUGAL ERA REINO DE LEÓN: UNA REGIÓN EN EL NORDESTE PENINSULAR (SIGLOS IX-XI)
- (ES)  #ES Historia genealógica y heráldica de la monarquía española, Volume 1
- (ES)  Historia De Los Hechos De Españara
- (ES)  #ES Memorias de las reynas catholicas.
- (FR)  #ES Recherches sur l'histoire et la littérature de l'Espagne pendant le moyen age, tome premier
- (PT)  Portugal no Período Vimaranense (868-1128). Iª Parte